# Sudár Attila
Sudár Attila (Budapest, 1954. április 11. –) olimpiai bajnok vízilabdázó.

## Klubcsapatokban
1965-ben kezdett el sportolni úszóként a KSI-ben. 1968-tól került át a vízilabda csapatba. 1972-ben az OSC-be igazolt, ahol négyszer magyar bajnok (1972, 1973, 1974, 1978), egyszer MNK győztes (1974) valamint kétszer BEK győztes (1972, 1978) lett. 1982-ben egy szezont a Honvédban játszott, majd visszaigazolt az OSC-be. 1985-től 1992-ig Olaszországban szerepelt a Marines Posillipo, a Siracusa Ortigia és a Cittavecchia csapatában. 1985-ben a Posillipo csapatával olasz bajnokságot nyert. 1992-től újra az OSC-ben szerepelt. Az OB I.-ben 333 mérkőzésen jutott szóhoz.

## Válogatottban
1973-ban ifi Európa-bajnokságot nyert. A felnőtt válogatottban 1974 és 1986 között 230 alkalommal játszott. Az első világesemény melyen csapattag lehetett, az 1976-os olimpia volt, melyen aranyérmet szerzett. Ezt a sikert az 1977-es Európa-bajnokságon is megismételte a válogatottal. Pályafutását további 2 vb második helyezéssel, egy világkupa győzelemmel és egy-egy olimpiai és Eb bronzéremmel gazdagította. Tagja volt az 1979-es Universiade-n hatodik helyezést szerzett csapatnak. 2000-ben beválogatták az évszázad magyar vízilabda-válogatottjába.

## Visszavonulása után
Az OSC-s évei alatt a SOTE-n fogorvosi diplomát, 1983-ban vízilabda-szakedzői képesítést szerzett. Játékos pályafutása után fogorvosként praktizált és szőlészettel is foglalkozott. Szenior vízilabdacsapatával többször szerepelt nemzetközi tornákon. 2009-ben és 2010-ben is pályázott a női szövetségi kapitányi posztra, de 2009-ben egy szavazattal lemaradt a lehetőségről, 2010-ben pedig végül jelöltlistára sem került. 2013-ban a brazíliai Bauru-ban lett az ottani utánpótlás vezetőedzője. A 2018-as ifjúsági világbajnokságon a brazil csapat edzője volt.

## Kitüntetései, elismerései
- Magyar Népköztársasági Sportérdemérem arany fokozata (1976)[10]
- Magyar Népköztársasági Sportérdemérem bronz fokozata (1980)[11]

## Családja
Nős, felesége Viczián Dóra. Két fiúgyermekük van.